# Gustavo Ferrary
Gustavo Ferrary (Andalgalá, 1855 - San Fernando del Valle de Catamarca, 20 de noviembre de 1913) fue un maestro y político argentino, que gobernó la provincia de Catamarca entre 1891 y 1894.

## Biografía
Mientras estudiaba en un colegio secundario en Catamarca trabajó como escribiente en una oficina, con lo que logró costearse los estudios secundarios en la Escuela Normal de Paraná, cuyo costo era becado por el gobierno de Entre Ríos. Egresó de la misma con el título de profesor, y fue también docente y director de esa escuela.
De regreso en su provincia natal, fue profesor en una escuela, miembro del Consejo Provincial de Educación y posteriormente gerente de la sucursal del Banco de la Nación Argentina.
Enrolado en el Partido Autonomista Nacional, fue elegido gobernador de su provincia en abril de 1891 derrotando a la Unión Cívica y asumiendo el cargo el siguiente 25 de mayo. Nombró ministros a Félix F. Avellaneda, Manuel Fortunato Rodríguez y Luis G. Herrera.
Hubo sucesivas revueltas y crímenes políticos a lo largo de casi todo su gobierno: el suceso más grave ocurrió el 23 de junio de 1891, en que un grupo de la Unión Cívica se apoderó de los cuarteles de la policía y los guardiacárceles, causando la huida del propio gobernador de la capital. Fue repuesto varios días más tarde por las fuerzas del coronel Amaro Arias, enviado por el presidente Carlos Pellegrini a recuperar la ciudad.
Ese mismo año, la mayoría de los senadores del oficialismo se separó del mismo, dando lugar a la formación del Partido Separatista. En respuesta, Ferrary cesanteó a los legisladores y también a los jueces del Superior Tribunal de Justicia, a los que consideró sus aliados. De modo que Pellegrini envió una intervención federal a la provincia, a cargo de Juan Carballido, que se limitó a reponer a los expulsados en sus cargos.
Al año siguiente se produjo una segunda escisión del oficialismo, formándose el Partido Pinista; su presentación pública consistió en la ocupación armada del pueblo de Tinogasta, que fue dificultosamente recuperado por el gobierno.
En los primeros meses de 1893, una insurrección dirigida por los radicales se extendió por Tinogasta, Capayán, La Paz y Santa Rosa; hubo varios combates, hasta que las fuerzas policiales recuperaron el orden.
Todos estos conflictos dejaron al gobierno en bancarrota y con los ánimos de la población exaltados. El Congreso Nacional decidió entonces una nueva intervención federal, que primeramente ocupó Francisco García y luego Joaquín Granel. El gobernador convenció a ambos de no obligarlo a cederle el poder ejecutivo, para no darles la razón a los revolucionarios. No obstante, se negó a convocar a elecciones para su reemplazo, y al término de su mandato cedió el poder a Adolfo Castellanos, presidente del senado provincial.
Tras un gobierno tan accidentado, Ferrary optó por abandonar la provincia, instalándose en Buenos Aires, donde falleció en noviembre de 1913.